# Đỗ Cao Trí
Đỗ Cao Trí (1929-1971) nguyên là một tướng lĩnh Bộ binh của Quân lực Việt Nam Cộng hòa, cấp bậc Trung tướng. Ông xuất thân từ trường Sĩ quan Võ bị Quốc gia Liên hiệp Pháp do Chính quyền Thuộc địa Pháp lập ra ở miền Nam Việt Nam. Ra trường, ông tình nguyện gia nhập Binh chủng Nhảy dù và đã lên đến chức vụ Tư lệnh đơn vị này. Sau đó, ông được đảm nhiệm các chức vụ Chỉ huy và tham mưu cấp Quân khu và Quân đoàn. Ông là một trong số ít sĩ quan được lên tướng ở thời kỳ Đệ Nhất Cộng hòa (Thiếu tướng năm 1963).
Ông được đánh giá là vị tướng có năng lực trong hàng ngũ tướng lĩnh của Quân lực Việt Nam Cộng hòa. Năm 1971, khi đang là tư lệnh Quân đoàn III, ông bị tử nạn trong một vụ nổ trực thăng không rõ nguyên nhân (có nghi vấn rằng ông bị các tướng Việt Nam Cộng hòa khác ám sát), được truy thăng cấp Đại tướng.

## Tiểu sử & Binh nghiệp
Ông sinh ngày 20 tháng 11 năm 1929 trong một gia đình điền chủ lớn tại làng Bình Trước, Biên Hòa, miền Đông Nam phần Việt Nam. Do gia đình có điều kiện khá giả nên thời niên thiếu ông được học ở các trường danh  tiếng dạy theo giáo trình Pháp: trường Tiểu học Nguyễn Du, Biên Hòa, trường Trung học Lycée Petrus Ký, Sài Gòn. Năm 1947 ông tốt nghiệp Trung học Phổ thông với văn bằng Tú tài bán phần.

### Quân đội Liên hiệp Pháp
Đầu tháng 08 năm 1947, sau khi rời ghế học đường, ông tình nguyện nhập ngũ vào Quân đội Liên hiệp Pháp, được cho theo học khóa Đỗ Hữu Vị tại trường Sĩ quan Nước Ngọt ở Cap Saint Jacques (Vũng Tàu), khai giảng tháng 08 năm 1947. Tháng 06 năm 1948, mãn khóa tốt nghiệp với cấp bậc Thiếu úy. Ra trường, ông được chọn đi du học khóa Bộ binh tại trường Thực tập Bộ binh Auvours, Pháp. Tháng 10 về nước, ông gia nhập Binh chủng Nhảy dù và đi du học tiếp khóa căn bản Nhảy dù tại Trung tâm Huấn luyện Nhảy dù Pau ở Pháp. Tháng 02 năm 1949 mãn khóa về nước, ông phục vụ trong Đơn vị Nhảy dù của Quân đội Liên hiệp Pháp.

## Quân đội Quốc gia Việt Nam
Năm 1950, cùng với sự ra đời của Quân đội Quốc gia, Đại đội Nhảy dù Biệt lập được thành lập ở Bắc Việt. Ông được thăng cấp Trung úy và làm Trung đội trưởng trong Đại đội này do Đại úy Nguyễn Khánh làm Đại đội trưởng. Tháng 05 năm 1951, khi Đại đội Biệt lập Nhảy dù được nâng lên cấp Tiểu đoàn, ông là Đại đội trưởng của một trong 3 Đại đội thuộc Tiểu đoàn 1 Nhảy dù tân lập, vẫn do Đại úy Nguyễn Khánh làm Tiểu đoàn trưởng. Ngày 01 tháng 07 năm 1952, chính thức chuyển biên chế sang Quân đội Quốc gia Việt Nam, ông được thăng cấp Đại úy và chuyển đi làm Tiểu đoàn trưởng Tiểu đoàn 19 Việt Nam. Đầu năm 1953 ông được cử đi học lớp Chỉ huy Chiến thuật tại Trung tâm Huấn luyện Chiến thuật Hà Nội. Ngày 16 tháng 06 cùng năm ông được thăng cấp Thiếu tá tại nhiệm. Tháng 01 năm 1954, Tiểu đoàn 19 Việt Nam di chuyển về Chí Hòa, Sài Gòn để bổ sung và trang bị thêm vật lực, ngày 01 tháng 03 cùng năm cải biên thành Tiểu đoàn 6 Nhảy dù trực thuộc Liên đoàn Không vận số 3 Nhảy dù và ông trở thành người chỉ huy đầu tiên của Tiểu đoàn. Sau ngày ký Hiệp định Genève (20/07/1954), cuối tháng 09 cùng năm, ông bàn giao Tiểu đoàn 6 lại cho Đại úy Thạch Con. Sau đó được Thiếu tướng Nguyễn Văn Hinh, Tổng Tham mưu trưởng Quân đội Quốc gia Việt Nam cử giữ chức vụ Tư lệnh Liên đoàn Nhảy dù.

## Quân đội Việt Nam Cộng hòa
Ngày 22 tháng 01 năm 1955, ông được thăng cấp Trung tá tại nhiệm. Cuối tháng 10 chuyển biên chế sang Quân đội Việt Nam Cộng hòa (cải danh từ Quân đội Quốc gia). Ngày 10 tháng 02 năm 1956, ông được thăng cấp Đại tá tại nhiệm. Tháng 09 cùng năm, nhận lệnh bàn giao Liên đoàn Nhảy dù lại cho Trung tá Nguyễn Chánh Thi (nguyên Tư lệnh phó Liên đoàn). Ngay sau đó, ông được bổ nhiệm chức vụ Tư lệnh Đệ Tam Quân khu (gồm 4 tỉnh: Kontum, Pleiku, Phú Yên và Bình Định). Đầu năm 1958, ông bàn giao chức vụ Tư lệnh Đệ Tam Quân khu lại cho Đại tá Bùi Hữu Nhơn (nguyên Tư lệnh phó Quân khu). Sau đó ông được cử đi du học tại Hoa Kỳ qua các khóa:
-Khóa Chỉ huy Tham mưu Cao cấp tại Học viện Chỉ huy và Tham mưu Fort Leavenworth ở Tiểu bang Kansas.
-Khóa Dân Sự vụ tại Học viện Fort Gordon ở Tiểu bang Georgia].
-Khóa Điều không tại Học viện Không quân Fort Kisler ở Tiểu bang Mississippi. Tháng 04 năm 1959 mãn khóa về nước, ông được cử giữ chức vụ Tư lệnh phó kiêm Tham mưu trưởng Quân đoàn I do Trung tướng Trần Văn Đôn làm Tư lệnh.
Đầu tháng 08 năm 1961 chuyển về Duyên hải Nam Trung phần, ông được cử giữ chức vụ Chỉ huy trưởng trường Hạ sĩ quan Quân đội Việt Nam Cộng hòa (Đồng Đế, Nha Trang) thay thế Trung tá Đặng Văn Sơn được cử đi làm Chỉ huy trưởng Trung tâm Huấn luyện Biệt động quân Dục Mỹ. Cuối tháng 01 năm 1962 ông tổ chức lễ mãn khóa cho khóa 2 Nhân vị Sĩ quan Đặc biệt Hiện dịch dưới sự Chủ toạ của Tổng thống Ngô Đình Diệm. Trung tuần tháng 12 cuối năm, bàn giao chức vụ Chỉ huy trưởng trường Hạ sĩ quan lại cho Đại tá Nguyễn Văn Kiểm. Ngay sau đó, ông được bổ nhiệm chức vụ Tư lệnh Sư đoàn 1 Bộ binh thay thế Đại tá Nguyễn Văn Thiệu được cử làm Tư lệnh Sư đoàn 5 Bộ binh.
Ngày 07 tháng 07 năm 1963, ông được thăng cấp Thiếu tướng tại nhiệm. Đến ngày 21 tháng 08 cùng năm ông được cử kiêm Tư lệnh Quân đoàn I thay thế Thiếu tướng Lê Văn Nghiêm xin từ nhiệm vì lý do sức khoẻ. Ông là một trong các tướng Tư lệnh Quân đoàn ủng hộ cuộc đảo chính Tổng thống Ngô Đình Diệm nổ ra vào ngày 01 tháng 11 năm 1963. Ngày 02 tháng 11 ông được đặc cách thăng cấp Trung tướng tại nhiệm. Cuối tháng 11 bàn giao chức vụ Tư lệnh Sư đoàn 1 Bộ binh lại cho Trung tá Nguyễn Văn Hiếu (nguyên Tham mưu trưởng Sư đoàn), chỉ còn giữ chức vụ Tư lệnh Quân đoàn I. Ngày 12 tháng 12 ông chuyển về Cao nguyên Trung phần làm Tư lệnh Quân đoàn II và vùng 2 Chiến thuật thay thế Trung tướng Nguyễn Khánh, ngược lại tướng Khánh chuyển ra miền Trung thay ông làm Tư lệnh Quân đoàn I. Trung tuần tháng 03 năm 1964, chủ tọa buổi lễ mãn khóa 12 Đệ nhị Song ngư Sĩ quan Hải quân ngành chỉ huy (khai giảng ngày 13/08/1962) tại Trung tâm Huấn luyện Hải quân Nha Trang cùng tra kiếm danh dự và gắn cấp hiệu Hải quân Thiếu úy cho Thủ khoa Trần Trọng Ngà.
Ngày 14 tháng 09 năm 1964, ông bị Trung tướng Nguyễn Khánh, Chủ tịch Hội đồng Quân đội Cách mạng kiêm Thủ tướng Chính phủ, giải nhiệm chức vụ Tư lệnh Quân đoàn II vì có liên can đến cuộc Biểu dương Lực lượng vào ngày 13/09/1964 do Trung tướng Dương Văn Đức, Tư lệnh Quân đoàn IV, cầm đầu. Thiếu tướng Nguyễn Hữu Có được cử thay thế vào chức Tư lệnh Quân đoàn II. Cùng lúc, người anh là Nha sĩ Đỗ Cao Minh và em rể là Thiếu tướng Dương Ngọc Lắm cũng bị bắt vì cùng tham gia vào cuộc Biểu dương Lực lượng. Qua thượng tuần tháng 08 năm 1965, ông bị buộc phải Giải ngũ (do Quyết định của Ủy ban Lãnh đạo Quốc gia). Ngày 15 tháng 05 năm 1967, ông được cử đại diện Việt Nam Cộng hòa đi làm Đại sứ tại Hàn Quốc.

### Tái ngũ
Trong kế hoạch loại trừ các thế lực của các tướng lĩnh ủng hộ Phó Tổng thống Nguyễn Cao Kỳ, cuối tháng 07 năm 1968 Tổng thống Nguyễn Văn Thiệu đã triệu hồi ông trở về nước và mời ông quay trở lại phục vụ Quân lực Việt Nam Cộng hoà, đồng thời phục hồi nguyên cấp bậc. Ông được bổ nhiệm thay thế Trung tướng Lê Nguyên Khang (nguyên Tư lệnh Sư đoàn Thủy quân Lục chiến kiêm nhiệm Tư lệnh Quân đoàn III) giữ chức vụ Tư lệnh Quân đoàn III kiêm Tư lệnh Biệt khu Thủ đô.
- Bộ tư lệnh Quân đoàn III vào thời điểm 1968-1971, nhân sự như sau:
-Tư lệnh: Trung tướng Đỗ Cao Trí
-Phó tư lệnh: Chuẩn tướng Phan Trọng Chinh
-Tham mưu trưởng: Đại tá Đào Duy Ân

## Cái chết
Ngày 23 tháng 2 năm 1971, ông bị tử nạn phi cơ trực thăng tại Trảng Lớn, phía bắc Tây Ninh trong khi đang bay thị sát chiến trường trong cuộc hành quân Toàn thắng 1/71. Chiếc trực thăng UH-1 phát nổ và bốc cháy sau khi cất cánh từ Trung tâm Hành quân của Quân đoàn III tại Tây Ninh được 10 phút. Ông tử nạn tại chỗ, hưởng dương 42 tuổi. Tử nạn cùng với ông còn có phóng viên chiến trường người Pháp Francois Sully, viết cho báo New York Times khi đang thị sát chiến trường Campuchia.
Về sau có tin đồn cho rằng tướng Trí bị mưu sát do sự tranh giành quyền lực từ các tướng lĩnh trong Quân lực Việt Nam Cộng hòa, bởi chiếc trực thăng phát nổ quá đột ngột không rõ nguyên nhân. Anh ruột của Đỗ Cao Trí là nha sĩ Đỗ Cao Minh cho biết rằng Đại tá Chiêm, Phụ trách ban an ninh phủ Tổng thống kể như sau: Sáng hôm đó ký giả tuần báo Newsweek, ông Francois Sully, gặp Tổng thống Thiệu đúng 8 giờ, sau đó gặp Trung tướng Đỗ Cao Trí lúc 9 giờ để cùng đi thị sát mặt trận Campuchia. Theo thông lệ, Sully phải để hành lý xách tay lại văn phòng bí thư hay tùy viên, lúc về thì lại cầm theo. Không hiểu giữa thời gian đó, có ai gài bom nổ chậm trong cặp không?
Ngay sau khi tai nạn xảy ra, Tổng thống Nguyễn Văn Thiệu cùng phu nhân đến dự lễ tẩm liệm. Trong buổi lễ, Tổng thống thay mặt Chính phủ và Quân đội truy thăng cho ông cấp bậc Đại tướng.
Ngày 26 tháng 2, lễ an táng được cử hành trọng thể với lễ nghi quân đội. Tổng thống Thiệu đến dự lễ an táng cùng truy tặng Đệ nhất đẳng Bảo quốc Huân chương và Quân công bội tinh kèm Anh dũng bội tinh với nhành Dương liễu. Linh cữu được đặt trên một chiếc Thiết vận xa M-113 đưa đến nơi an nghỉ tại Nghĩa trang Quân đội Quốc gia Biên Hòa. Ông là vị tướng đầu tiên cùng an nghỉ với hàng chục ngàn tử sĩ chung một nghĩa trang theo nguyện vọng lúc sinh tiền. Trên mộ ông có khắc 2 câu thơ: Sống giữa ba quân, Thác giữa ba quân. Khóa 24 sĩ quan Võ bị Quốc gia Đà Lạt (khai giảng 7/12/1967, mãn khóa 17/12/1971) được mang tên Khóa Đỗ Cao Trí để tưởng niệm.
Ngoài các sĩ quan còn có 2 Trung sĩ người Việt cùng 2 Sĩ quan Phi công và 2 Trung sĩ xạ thủ người Mỹ. Tất cả các vị này đều được truy thăng lên một cấp và được tổ chức lễ nghi an táng theo quy chế của Quân đội.
Năm 1983 hài cốt của ông được thân nhân bốc đem hỏa thiêu, di cốt được đưa vào thờ trong một ngôi chùa tại quê nhà, Biên Hòa.

## Nhận xét
Về đời tư, ông lần lượt có ba người vợ chính thức và rất nhiều tình nhân khác, lối sống của ông xa hoa và rất giàu có. Tướng Trí được đánh giá là có năng lực so với các tướng Việt Nam Cộng hòa khác. Ông có tầm nhìn chiến lược tốt, có tài cầm quân, có khả năng kích thích tinh thần chiến đấu của binh sĩ và không có tham vọng chính trị. Cái chết của ông để lại một khoảng trống lớn trong các cấp chỉ huy chiến trường trong một thời gian dài.

## Huy chương
- Huy chương Việt Nam:
-Bảo quốc Huân chương đệ Nhất đẳng (truy tặng)
-Quân công Bội tinh (truy tặng)
- Anh dũng Bội tinh với nhành Dương liễu (truy tặng)
-Bốn mươi lăm Huy chương quân sự, dân sự khác (tặng thưởng)
- Huy chương Ngoại quốc:
-Văn huy Bội tinh đệ Nhị đẳng (Đài Loan)
-Huy chương Légion d'honneur (Pháp)
-Huy chương Croix de Guerre T.O.E.3 Palmers et 5 Etoiles Vermeil (Pháp)
-Bảo quốc Huân chương "ULI" (Hàn Quốc)
-Huân chương Bạch tượng đệ Nhị đẳng (Thái Lan).
-Huân chương Ngôi sao Bạc (Hoa Kỳ)

## Gia đình
- Gia tộc Đỗ Cao của tướng Đỗ Cao Trí nguyên gốc ở Triều Châu, Trung Hoa. Về sau, cụ Tổ 4 đời di cư sang Việt Nam định cư ở Cù lao Mỹ Quới, bên dòng sông Đồng Nai thuộc Tân Uyên, tỉnh Biên Hòa.
- Thân phụ: Cụ Đỗ Cao Lụa
- Thân mẫu: Cụ Tô Thị Định (Hai cụ sinh được 12 người con gồm 10 trai, 2 gái).
- Nhạc phụ: Cụ Võ Văn Vân (Nguyên quán Thủ Đầu Một).
- Bào huynh: Ông Đỗ Cao Minh (Nha sĩ)
- Bào muội: Bà Đỗ Thị Ánh Tuyết (Phu nhân của Thiếu tướng Dương Ngọc Lắm)
- Phu nhân: Bà Võ Thị Lan Phương (Hiện đang sống cùng con cháu tại Canada).

Ông bà có hai người con (1 trai, 1 gái):
Đỗ Thị Phương Loan (định cư ở Pháp)
Đỗ Cao Dũng (định cư ở Canada)

## Liên kết
- Binh Chủng Nhảy Dù Việt Nam Cộng Hòa Lưu trữ ngày 14 tháng 12 năm 2007 tại Wayback Machine